# Nová Knížecí Huť
Nová Knížecí Huť (deutsch Neu Fürstenhütte, auch Neufürstenhütte) ist eine Wüstung auf dem Gebiet der Gemeinde Lesná (Schönwald) in Tschechien. Die erloschene Siedlung liegt viereinhalb Kilometer nordöstlich von Georgenberg nahe der deutschen Grenze und gehört zum Okres Tachov. 

## Geographie
Die ehemalige Glasmachersiedlung Nová Knížecí Huť befand sich am zum Huťský rybník (Hüttenweiher) aufgestauten Huťský potok (Kaltwasser) auf einer Lichtung in einem ausgedehnten Waldgebiet im böhmischen Teil des Oberpfälzer Waldes (Český les). Nördlich erheben sich der Na Skalkách (Ahornberg, 769 m n.m.) mit dem Burgstall Arnsburg/Šelmberk und der Studený vrch (Kaltwasserrang, 711 m n.m.), im Nordosten der Sklářský vrch (Glasberg, 763 m n.m.), östlich der Seč (Hauberg, 773 m n.m.), im Südosten der Štádlerův kopec (Stadlerberg, 772 m n.m.), südlich der Huťský vrch (Hüttenberg, 701 m n.m.), im Südwesten der Kamenec (Steingeröll, 742 m n.m.) und Elisenberg (783 m ü. NHN), westlich der Havránek (Kleiner Rabenberg, 784 m n.m.) und der Havran (Großer Rabenberg, 894 m n.m.) sowie im Nordwesten der Entenbühl (901 m ü. NHN), der Mraveniště (Glaserberg, 813 m n.m.) und der Mlýnský vrch (Mühlberg, 728 m n.m.). Die Wüstung liegt in einer wegen dem Eisernen Vorhang fast vollständig abgesiedelten Gegend im Landschaftsschutzgebiet Český les.
Nachbarorte waren Ostrůvek (Inselthal) und Lesná im Nordosten, Šenvaldská Huť (Schönwalderhütte) im Osten, Kollerova Huť (Kollerhütten) und Stará Knížecí Huť (Alt Fürstenhütte) im Südosten, Stoupa (Altpocher) im Süden, Josefovo Údolí  (Josefsthal) und Gehenhammer im Südwesten, Waldkirch und Flossenbürg im Westen sowie Skláře (Neu Windischgrätz) und Zlatý Potok (Goldbach) im Nordwesten.

## Geschichte
Die Waldglashütte wurde wahrscheinlich in den 1730er Jahren durch die Fürsten Lobkowitz in den Wäldern des Allodialgutes Waldheim gegründet. 1738 wurde in den Kirchenbüchern der Expositur St. Christoph erstmals die Bezeichnung Alte Glashütten verwendet, so dass angenommen werden kann, dass die Neue Glashütte zu dieser Zeit bereits bestand. Erstmals urkundlich belegt ist die Neue Fürstliche Glashütten 1743 im Zuge ihrer Verpachtung an die Glasmacher Paul und Veit Kamb, Johann Willfurth und Ulrich Stadler. Es ist anzunehmen, dass der Hüttenteich zeitgleich mit der Glashütte angelegt wurde. 1785 bestand die Siedlung Neue Fürstenhütten aus 11 Häusern. Im Jahre 1786 wurde die Siedlung der neugegründeten Pfarrei Neulosimthal zugeordnet, wo auch der Schulunterricht stattfand. Der Glashüttenpächter Johann Baptist Dannhofer ließ 1788 in der Nähe das Polier- und Schleifwerk Josephsthal anlegen. Franz Joseph Maximilian von Lobkowitz verkaufte das Gut Waldheim 1811 an Marquard Kotz von Dobrz, der es zwei Jahre später an Ernst Freiherr von Malowetz und Kosoř veräußerte. 1826 verlegte Ernst von Malowetz den Amtssitz des Gutes nach Neu Fürstenhütte.
Im Jahre 1835 bestand die im Pilsner Kreis gelegene Siedlung Neu Fürstenhütte aus 13 Häusern mit 123 deutschsprachigen Einwohnern. Im Ort gab es ein Amtshaus und die Glasfabrik mit Glashüttenschänke. Unterhalb des Hüttenweihers, der auch zur Forellenzucht genutzt wurde, lagen die Anna-Spiegelschleifmühle, die Anna-Poliermühle, eine Ölstampfe und eine Graupenmühle im Kaltwassertal. Erwerbsquelle der Bewohner waren die Arbeit in der Glashütte und den Spiegelschleifen. Pfarrort war Neulosimthal. Ernst von Malowetz ließ in den 1840er Jahren des Ernst-Polierwerk bzw. Neuwerk anlegen. Bis zur Mitte des 19. Jahrhunderts blieb die Siedlung dem Gut Waldheim untertänig, Besitzer waren die Freiherren von Malowetz und Kosoř.
Nach der Aufhebung der Patrimonialherrschaften bildete Neufürstenhütte ab 1850 einen Ortsteil der Gemeinde Böhmischdorf im Bezirk und Gerichtsbezirk Tachau. Im Jahre 1869 hatte das Dorf 175 Einwohner und bestand aus 16 Häusern. Der tschechische Name Nová Knížecí Huť wird seit den 1870er Jahren verwendet. Die Glashütte, die hauptsächlich Flachglas und Spiegelglas fertigte, wurde um 1884 stillgelegt. In Folge dessen sank die Einwohnerzahl deutlich von 171 (1880) auf 102 (1890). Im Jahre 1900 lebten in Neu Fürstenhütte 73 Personen, 1910 waren es 61.  
Nach dem Zusammenbruch der k.k. Monarchie wurde die Siedlung 1918 Teil der neu gebildeten Tschechoslowakei. Beim Zensus von 1921 lebten in den sieben Häusern von Neu Fürstenhütte 59 Deutsche. Im Jahre 1930 bestand Neu Fürstenhütte aus sieben Häusern und hatte 71 Einwohner. Die Poliermühle und Spiegelschleiferei stellte 1938 ihren Betrieb ein. Nach dem Münchner Abkommen wurde Neu Fürstenhütte im Oktober 1938 dem Deutschen Reich zugeschlagen und gehörte bis 1945 zum Landkreis Tachau. Nach dem Ende des Krieges wurde Nová Knížecí Huť wieder Teil der Tschechoslowakei. Die deutschböhmische Bevölkerung wurde 1946 enteignet und vertrieben und der Ort nicht wiederbesiedelt.  Im Jahre 1950 waren die sieben Häuser von Nová Knížecí Huť unbewohnt. Am 1. Juli 1952 erfolgte die Eingemeindung nach Lesná. Im Laufe der 1950er Jahre erfolgte der Abbruch der verlassenen Häuser, 1960 wurde Nová Knížecí Huť für erloschen erklärt. Auf der Lichtung befindet sich heute nur noch der Huťský rybník.

## Ortsgliederung
Die Wüstung Nová Knížecí Huť gehört zum Ortsteil Stará Knížecí Huť und ist Teil des Katastralbezirks Česká Ves u Lesné.

## Sehenswürdigkeiten
- Reste der Anenská brusírna (Anna-Schleife)
- Arnoštova leštírna (Ernst-Polier), Technisches Denkmal, 2013 wurde im Keller des in den 1950er Jahren zerstörten Polierwerks die 1910 gefertige Poliermaschine freigelegt. Seit 2015 ist die rekonstruierte und überdachte Polieranlage frei zugänglich.